# Gare de Cérences
La gare de Cérences est une gare ferroviaire française, fermée, de la ligne de Lison à Lamballe, située au lieu-dit La Maladrerie sur le territoire de la commune de Cérences dans le département de la Manche) en région Normandie. 

## Situation ferroviaire
Établie à 26 mètres d'altitude, l'ancienne gare de Cérences est située au point kilométrique (PK) 63,780 de la ligne de Lison à Lamballe, entre les gares de Quettreville-sur-Sienne (fermée) et de Hudimesnil (fermée). 

## Histoire
Ouverte en 1879, elle était secondée par une seconde gare, située sur la ligne tramway Granville - Condé-sur-Vire entre le 16 septembre 1909 et 1er juillet 1937.
Le dimanche 16 octobre 1932, dans la soirée, une catastrophe ferroviaire eut lieu dans la gare. Le train Lamballe - Lison heurta un train de marchandises qu'il aurait dû normalement croiser en gare. Le conducteur du train de voyageurs, qui avait lancé son convoi à trop grande vitesse alors que le train de marchandises effectuait une manœuvre, heurta le train de marchandises. Ces locomotives n'eurent pas trop de dégâts, par contre, il n'en fut pas de même des 2 premières voitures en bois qui furent détruites. 8 personnes trouvèrent la mort et plus de 20 personnes furent blessées. La faute fut, au chef de gare d'une part qui donna l'autorisation de manœuvre pour le train de marchandises croyant que le train voyageur n'allait arriver que 7 minutes plus tard, ainsi qu'au conducteur du train de voyageurs qui roula avec une vitesse excessive
Durant la deuxième Guerre mondiale, la gare est bombardée
En 1957, c'est une gare de la région Ouest de la SNCF, qui dispose d'un bâtiment voyageurs, d'une voie d'évitement et de plusieurs voies de service.

## Service des voyageurs
La gare étant fermée, un service TER Normandie de « transport à la demande par taxi TER » est organisé entre cette gare et celles de Coutances ou de Folligny.

## Galerie de photographies

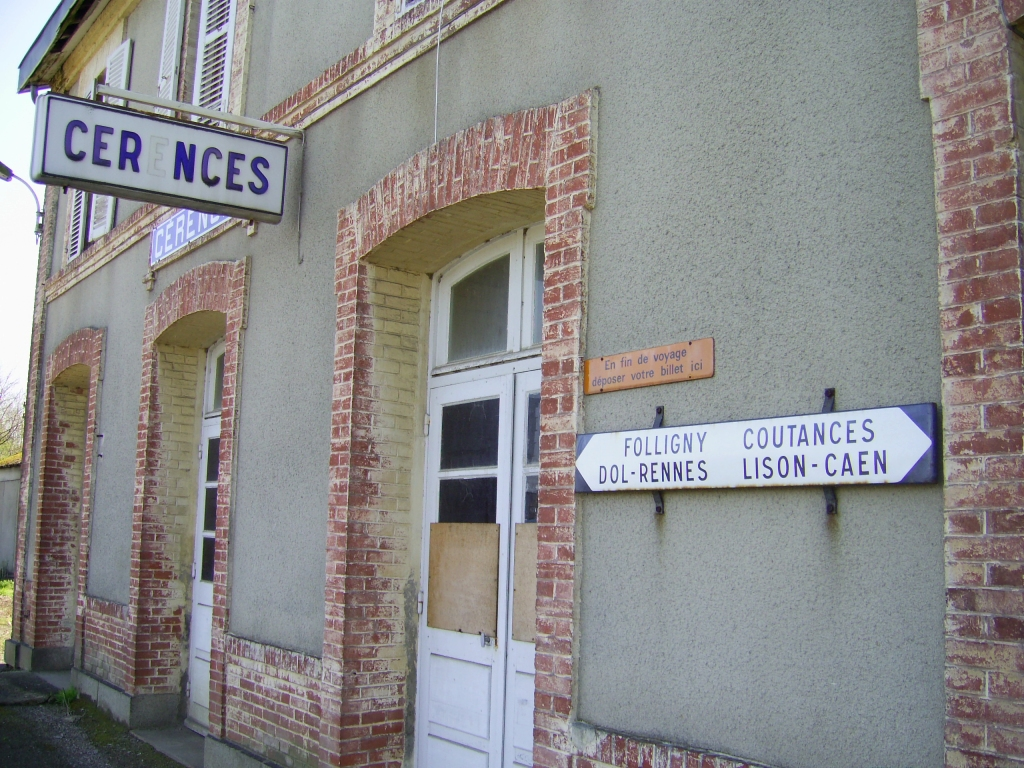
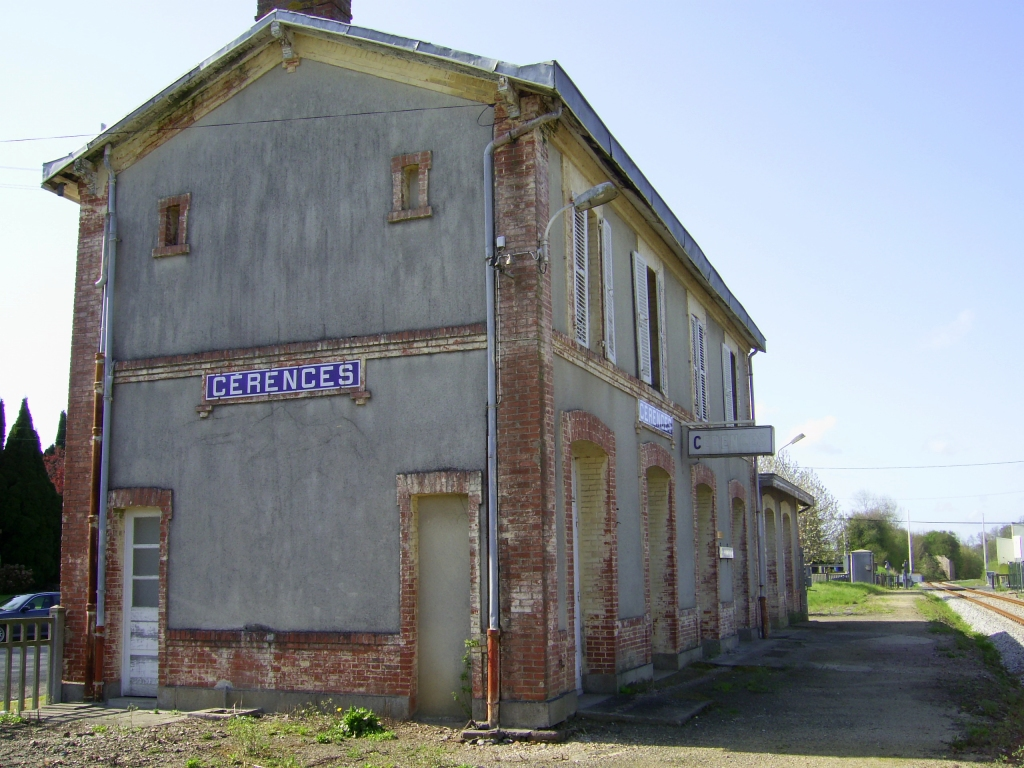